# Phoracantha obscura
Phoracantha obscura är en skalbaggsart som först beskrevs av Donovan 1805.  Phoracantha obscura ingår i släktet Phoracantha och familjen långhorningar. Inga underarter finns listade i Catalogue of Life.

## Bildgalleri

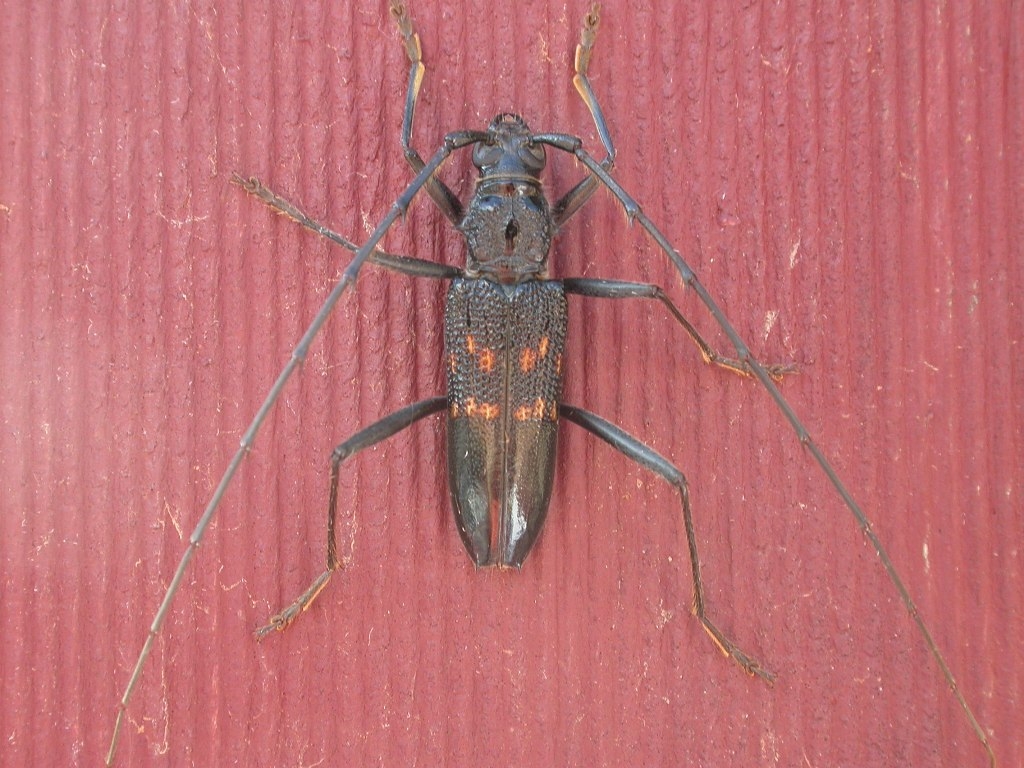